# Cantonul Plélan-le-Grand
Cantonul Plélan-le-Grand este un canton din arondismentul Rennes, departamentul Ille-et-Vilaine, regiunea Bretania, Franța.

## Comune
- Bréal-sous-Montfort
- Maxent
- Monterfil
- Paimpont
- Plélan-le-Grand (reședință)
- Saint-Péran
- Saint-Thurial
- Treffendel